# Justin Deas
Justin Deas (Connellsville, 30 marzo 1948) è un attore televisivo statunitense.
In Italia è famoso soprattutto per l'interpretazione di Buzz Cooper nella celebre soap opera Sentieri (Guiding Light), doppiato da Giorgio Melazzi.
Prima di Sentieri, Deas, che ha debuttato nella soap opera Ryan's Hope nel ruolo del dottor Bucky Carter, ha pure lavorato in Santa Barbara, interpretando il procuratore distrettuale Keith Timmons e, in precedenza, in Così gira il mondo, nei panni dell'avvocato Tom Hughes.
La sua partner nella soap Così gira il mondo, l'attrice Margaret Colin (interprete di Margo Hughes), diventa sua moglie dopo aver intrecciato una relazione mentre giravano la serie, per la gioia del pubblico televisivo americano, di cui diventano in breve tempo i beniamini. La coppia ha due figli: Samuel e Joseph. Deas ha un'altra figlia avuta da una relazione precedente.
L'attore, noto pure per una vera e propria idiosincrasia nei confronti dei giornalisti, ha vinto il prestigioso premio Daytime Emmy Award come miglior performer maschile per la bellezza di sei volte, unico in assoluto ad averlo conseguito per ogni ruolo da lui interpretato, e più precisamente: 3 volte per Sentieri, 2 per Santa Barbara ed una per Così gira il mondo.
Oltre alle soap, Justin è un apprezzato attore di teatro e in diverse occasioni ha avuto ruoli in vari telefilm e serie TV americane. 

## Doppiatori italiani
- Massimo Lodolo in Un salto nel buio
- Giorgio Melazzi in Sentieri